# Jan Seton
Jan Seton (Utrecht, 17 februari 1971) is een Nederlandse jurist, politicus en bestuurder. Hij is lid van het CDA. Sinds 1 juni 2015 is hij burgemeester van Borger-Odoorn.

## Jeugd en opleiding
Seton is geboren in Utrecht als zoon van een dominee en een verpleegkundige. Zes weken na zijn geboorte verhuisde het gezin naar Nootdorp waar zijn vader beroepen werd als predikant. Later woonde het gezin van 1975 tot 1980 in Wanneperveen, van 1980 tot 1986 in Ridderkerk en vanaf 1986 in Assen, waar zijn vader in 1991 met emiraat ging. Hij studeerde rechten aan de Rijksuniversiteit Groningen waar hij in 1995 afstudeerde in privaat- en publiekrecht. Tijdens zijn studententijd was hij bestuurlijk actief binnen de studentenvereniging Ichthus en het CDJA. Na zijn studie werkte hij bij Bureau Heffingen in Assen.

## Politieke carrière
Seton ging in 1998 commissiewerk doen in Groningen. In 2000 volgde hij Renzo Kalk op als gemeenteraadslid van Groningen. In 2005 volgde hij Martine Visser op als fractievoorzitter van het CDA in de Groningse gemeenteraad. Tijdens zijn raadslidmaatschap was hij tien jaar werkzaam als juridisch beleidsmedewerker bij de gemeente Zuidhorn en vanaf 2008 als adjunct-directeur van de Stichting Veiligheidszorg Noord. Van november 2012 tot 2014 was hij wethouder van Groningen met in zijn portefeuille openbare ruimte en duurzaamheid. Na zijn wethouderschap was hij werkzaam als adjunct-directeur van de Regionale Inkooporganisatie Groninger Gemeenten (RIGG).

## Burgemeester van Borger-Odoorn
Seton werd op 1 juni 2015 burgemeester van Borger-Odoorn. Hij kreeg als burgemeester van Borger-Odoorn in zijn portefeuille openbare orde & veiligheid, aanpak ondermijning, handhaving, gebiedspromotie & Cittaslow, personeel & organisatie en regionale, intergemeentelijke & internationale samenwerking. Hij werd, naast zijn nevenfuncties ambtshalve, vertegenwoordiger van de gemeente Borger-Odoorn bij De Maatschappij, departement Drenthe, lid van het algemeen bestuur van het Drents Archief en voorzitter van het Platform Drentse Musea.

## Privéleven
Seton is getrouwd en vader van twee zoons en een dochter. Hij is lid van de Protestantse Kerk in Nederland (PKN).